# Proschat Madani
Proschat Madani (Tabriz, 11 settembre 1967) è un'attrice austriaca di origini persiane.

## Origini
Nata in Iran, si è trasferita con la famiglia a Vienna all'età di 4 anni, dove è cresciuta.

## Carriera
Dopo aver iniziato la carriera teatrale nel 1989 ed aver interpretato dai primi anni novanta alcuni ruoli sul grande schermo, dal 2000 inizia a partecipare ad alcuni episodi di numerose serie televisive in lingua tedesca tra le quali nel 2007 La nostra amica Robbie (episodio 9 della sesta stagione) e nel 2009 Tatort.
Dal 2010 ottiene un ruolo da coprotagonista interpretando il personaggio della psicoterapeuta Tanja Haffner nella serie televisiva tedesca  Last Cop - L'ultimo sbirro, trasmessa in Italia da Rai 1 dall'estate 2012.